# Marcos Uchôa
Marcos Uchôa Cavalcanti (Rio de Janeiro, 1 de julho de 1958), é um jornalista brasileiro.
Participou de oito copas do mundo e 10 olimpíadas. Além disso, entrevistou grandes nomes, como Pelé, Ayrton Senna, Michael Jordan, Michael Phelps, Mike Tyson, Ronaldo Fenômeno, Michael Schumacher e outros.

## Biografia
Oriundo de tradicional família pernambucana da qual também pertencem personalidades como Evandro Lins e Silva, seu primo-irmão, e João Barbalho Uchôa Cavalcanti, Marcos é filho de Pedro Celso Uchôa Cavalcanti Neto e Norma Saad. O pai, sociólogo, foi exilado durante o regime militar, e, quando garoto, Uchoa viajava para encontrá-lo em diversos países: Itália, França, Polônia, Portugal e Estados Unidos. Aprendeu inglês, francês, italiano e russo – a experiência internacional e o conhecimento de línguas seriam fatores decisivos em sua carreira.[carece de fontes?]
Cursou um ano de Ciências Sociais na Universidade Federal Fluminense (UFF) e dois de Medicina na Universidade do Estado do Rio de Janeiro (UERJ). Formou-se em Jornalismo, na Faculdades Integradas Hélio Alonso (Facha), em 1984. Antes de começar a carreira jornalística, porém, trabalhou no serviço de quarto do hotel Sheraton no Rio, na alfândega do aeroporto internacional e na companhia aérea Air France.[carece de fontes?]
Sem deixar o emprego de aeroportuário, em 1983, começou a trabalhar na TV Manchete, então recém fundada no Rio de Janeiro, primeiro como estagiário, depois como repórter contratado da editoria de Esportes. Mesmo com pouquíssimo tempo de Casa e de formado, foi enviado para a cobertura dos Jogos Olímpicos de 1984, em Los Angeles. Viajou também para a Copa do Mundo de 1986, no México, onde foi escalado para cobrir a seleção da França – que acabou eliminando o Brasil nas quartas-de-final. Deixou a Manchete no final daquele ano.[carece de fontes?]
Em janeiro de 1987, quando cogitava largar o jornalismo e trabalhar apenas na companhia aérea, foi chamado para cobrir férias da repórter Isabela Scalabrini, colega na TV Globo, também na editoria de Esportes. Foi contratado logo em seguida, para substituir o então repórter Luiz Fernando Lima, promovido a chefe de redação. A partir de então, produziu matérias tanto para o Globo Esporte quanto para o Esporte Espetacular. Nessa época, conviveu com Tino Marcos, Raul Quadros, Paulo Lima, Denise Lilenbaum e Telmo Zanini, além dos cinegrafistas Cleber Schettini, Márcio Torres, Álvaro Sant’Anna e Daniel Andrade.[carece de fontes?]
Em 1988, integrou a equipe enviada a Seul para cobrir as Olimpíadas de 1988. Também participou das coberturas dos Jogos Olímpicos de 1992, em Barcelona, de 1996, em Atlanta, e de 2000, em Sydney. Voltou a participar da cobertura de uma Copa do Mundo em 1990, desta vez a partir do Brasil. Naquele ano, também cobriu acontecimentos da política nacional, como as eleições para governador do Acre.[carece de fontes?]
Em 1993, Uchoa chegou a receber um convite para trabalhar no Fantástico, mas não foi liberado pela editoria de Esportes. No ano seguinte, foi enviado para cobrir a Copa do Mundo nos Estados Unidos, com a incumbência de ficar no país depois da competição como correspondente da Globo em Nova York. No entanto, a emissora cancelou o projeto por questões financeiras, e o jornalista voltou para o Brasil.[carece de fontes?]
Em janeiro de 1996, Marcos Uchoa virou correspondente internacional, substituindo o repórter Roberto Cabrini no escritório da TV Globo em Londres. Passou a cobrir todos os eventos esportivos que aconteciam na Europa, África, Ásia e mesmo nos EUA, principalmente as corridas de Fórmula 1. Acompanhou, ainda, a Copa do Mundo de 1998, na França. No mesmo ano, ele pediu demissão da Globo para dar atenção à família. Ficou um ano e meio sem trabalhar, morando em Londres com a mulher e os três filhos.[carece de fontes?]
Em janeiro de 2000, o jornalista voltou a trabalhar na TV Globo, mais uma vez como correspondente em Londres, ao lado dos repórteres Ernesto Paglia, Sandra Annenberg e Marcos Losekann. 
Marcos Uchoa deixou de acompanhar as corridas de Fórmula 1 e passou a cobrir outros assuntos além de esportes. Na Globo News, apresentou o programa Sem Fronteiras, que abordava temas internacionais, junto com os jornalistas Jorge Pontual, William Waack e Sônia Bridi.[carece de fontes?]
Também participou do telejornal Bom Dia Brasil, chegando inclusive a assinar uma coluna semanal. Como repórter especial, faz matérias no Brasil e exterior para o Jornal Nacional e para outros telejornais da TV Globo.[carece de fontes?]
Já foi enviado ao Kuwait, para cobrir a guerra do Iraque; Coreia do Sul e ao Japão, para a Copa do Mundo de 2002; e Cazaquistão, cobrindo todos os detalhes da viagem do astronauta Marcos Pontes.[carece de fontes?]
Na volta ao Brasil integrou-se a equipe de repórteres no estado do Rio de Janeiro para a Central Globo de Jornalismo.[carece de fontes?]
No início de 2007 fez reportagens especiais sobre as escolas de carnaval para o telejornal local, RJTV.[carece de fontes?]
Em meados dos anos 2000, o jornalista foi confundido com Marco Uchôa, outro repórter da mesma emissora, que veio a falecer no dia 23 de novembro de 2005.[carece de fontes?]
Após trinta e quatro anos na Rede Globo, decidiu deixar a emissora onde trabalhava para fins pessoais. No ano de 2022, filiou-se ao Partido Socialista Brasileiro (PSB) em ficha de filiação assinada por Marcelo Freixo. Ele chegou a concorrer como deputado federal pelo partido, mas desistiu da candidatura no mês de agosto alegando falta de recursos para viabilizar a campanha. Como a renúncia não foi oficializada no sistema do Tribunal Superior Eleitoral, o nome de Uchôa constava nas urnas. O jornalista chegou a fazer um apelo para não ser votado, mas recebeu 850 votos.
Em março de 2023, Uchôa passou a integrar a Empresa Brasil de Comunicação (EBC), assumindo a diretoria de conteúdo da TV Brasil. Em abril, como repórter, integrou a comitiva de 73 pessoas que acompanharam o Presidente da República Luiz Inácio Lula da Silva em viagem oficial à China. Em junho, passou a comandar o programa Conversa com o Presidente, uma transmissão ao vivo nas redes sociais para tratar de medidas do governo federal. Realizada pela EBC, a atração é transmitida pelos veículos da empresa, incluindo Rede Nacional de Rádio e, na ocasião de sua estreia, a TV Brasil 2 (depois Canal Gov). Também para o Canal Gov, Uchôa estreou o programa Brasil no Mundo. Em fevereiro de 2024, Uchôa deixou a EBC.